# Muletón
El muletón es una tela afelpada y gruesa confeccionada en algodón o lana que se coloca bajo el mantel. 
El muletón es una pieza del servicio de mesa que se coloca sobre la superficie de la mesa y bajo el mantel. Su función es la de proteger la mesa de golpes, evitar que los platos calientes dañen la madera y aumentar la sensación de confortabilidad durante la comida. También amortigua los ruidos que se puedan producir con la vajilla, evita que el mantel resbale y absorbe los líquidos derramados. 
El muletón se coloca ajustado a la superficie de la mesa y sujetado a la misma con cintas o gomas. No debe ser mayor que el tamaño del mantel ni tampoco excesivamente grueso. Su uso se considera imprescindible cuando el mantel es calado para impedir que se vea la mesa. 